# 壯體歐雅魚
壯體歐雅魚（學名：Squalius valentinus）為輻鰭魚綱鯉形目雅羅魚科的其中一種，分布於歐洲西班牙地中海沿岸米哈雷斯和維納洛波之間的河流，包括米哈雷斯河、圖裡亞河、胡卡爾河、塞爾皮斯河、布倫特河、戈爾戈斯河、瓜達萊斯特河、莫內布雷河、阿爾布費拉德巴倫西亞潟湖等流域，本魚體延長，頭大，眶前距離與眼睛的直徑相似，兩側咽齒2排，分別有2顆和5顆，側線鱗35-39枚，身體是銀色，背部顏色稍，鱗片基部有一個大黑點，腹膜還帶有小黑點，背鰭硬棘2-3枚、背鰭軟條7-8枚、臀鰭硬棘2-3枚、臀鰭軟條7-9枚，體長可達17.5公分，棲息在水質清澈、礫石底質的溪流，生活習性不明，因農業發展、外來種入侵導致族群數量下降。